# Burgstall Bodenwöhr

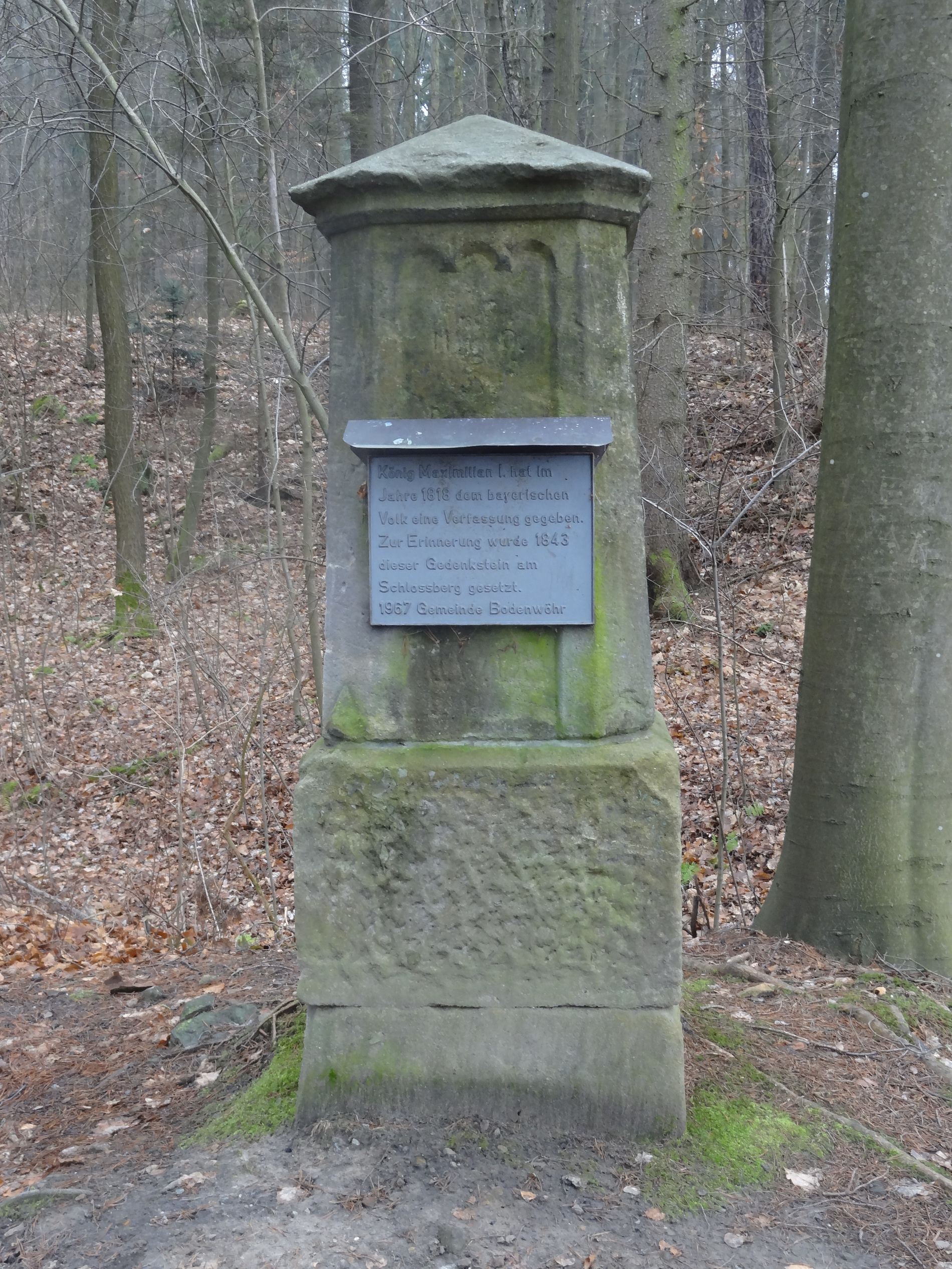
Gedenkstein an die Bayerische Verfassung im Bereich des Burgstalles

Der Burgstall Bodenwöhr ist eine abgegangene mittelalterliche Höhenburg auf dem Schlossberg über und teilweise im Hammerweiher, rund 570 Meter nordnordöstlich der katholischen Pfarrkirche St. Barbara der Gemeinde Bodenwöhr im oberpfälzischen Landkreis Schwandorf in Bayern, Deutschland. Erhalten hat sich von der Anlage auf einem Bergsporn nur ein Burggraben. Die Burgstelle ist als Bodendenkmal Nummer D-3-6739-0007: „Mittelalterlicher Burgstall“ geschützt.

## Geschichte und Beschreibung
Über diese Hangburg sind keine geschichtlichen oder archäologischen Informationen bekannt, sie wird grob als mittelalterlich datiert. Die Burgstelle wird auf der Karte von 1769 des Oberverwesers Fuhrmann von Bodenwöhr als „Altes Schloss“ bezeichnet. Später wurde sie auch „Kellerl“ genannt, nach einem Bräukeller, der während des 19. Jahrhunderts im Bereich der Burgstelle erbaut wurde und die Anlage stark gestört hat. Im Jahr 1843 wurde auf der Burgstelle eine Steinsäule zum Gedenken an die bayerische Verfassung von 1818 errichtet.
Der heute bewaldete Burgstall befindet sich am Ostufer des Hammerweihers, bzw. am Westhang des Schlossberges auf rund 375 m ü. NN Höhe. Eine Burgfläche mit rund 18 Metern Durchmesser wird von einem Halbkreisgraben mit sechs bis neun Meter Breite vom leicht ansteigenden Berghang abgetrennt.